# La vita
"La vita" is een nummer van de Italiaanse zanger Elio Gandolfi. Het nummer verscheen in 1968 als single. Dat jaar werd het door Shirley Bassey gecoverd onder de titel "This Is My Life (La vita)", met Engelse en Italiaanse tekst. In 1979 werd een discoversie van dit nummer uitgebracht als de enige single van haar album The Magic Is You.

## Achtergrond
De tekst van "La vita" is geschreven door Antonio Amurri, terwijl Bruno Canfora de muziek schreef. Het nummer werd in 1968 gepresenteerd tijdens het Festival van San Remo, gezongen door Elio Gandolfi, die werd toegelaten tot het festival als de regerend winnaar van het Festival van Castrocaro. Tijdens het festival werd het nummer tweemaal ten gehore gebracht: naast Gandolfi zong Shirley Bassey een Engels-Italiaanse versie onder de titel "This Is My Life", met een Engelse tekst geschreven door Norman Newell. De inzending was echter niet succesvol en strandde in de halve finales.
Voor Bassey groeide "This Is My Life" uit tot een van haar bekendste nummers. Haar versie verscheen in 1968 op zowel de Engelse als de Italiaanse versie van het gelijknamige album. In 1979 nam zij het nummer opnieuw op in een discoarrangement, dat verscheen op haar album The Magic Is You. Er werden versies opgenomen voor zowel de Amerikaanse als de Europese markt, die allebei op single werden uitgebracht. De Amerikaanse versie werd geen succes, maar de Europese versie werd in Nederland en Vlaanderen een grote hit. In Nederland kwam het tot de vierde plaats in de Top 40 en de vijfde plaats in de Nationale Hitparade, terwijl in Vlaanderen de vijfde positie in de BRT Top 30 werd gehaald.

## Hitnoteringen
Alle noteringen zijn behaald door de discoversie van Shirley Bassey.

### Nederlandse Top 40
| Hitnotering: 28-07-1979 t/m 29-09-1979 | Hitnotering: 28-07-1979 t/m 29-09-1979 | Hitnotering: 28-07-1979 t/m 29-09-1979 | Hitnotering: 28-07-1979 t/m 29-09-1979 | Hitnotering: 28-07-1979 t/m 29-09-1979 | Hitnotering: 28-07-1979 t/m 29-09-1979 | Hitnotering: 28-07-1979 t/m 29-09-1979 | Hitnotering: 28-07-1979 t/m 29-09-1979 | Hitnotering: 28-07-1979 t/m 29-09-1979 | Hitnotering: 28-07-1979 t/m 29-09-1979 | Hitnotering: 28-07-1979 t/m 29-09-1979 | Hitnotering: 28-07-1979 t/m 29-09-1979 |
| Week                                   | 1                                      | 2                                      | 3                                      | 4                                      | 5                                      | 6                                      | 7                                      | 8                                      | 9                                      | 10                                     |                                        |
| -------------------------------------- | -------------------------------------- | -------------------------------------- | -------------------------------------- | -------------------------------------- | -------------------------------------- | -------------------------------------- | -------------------------------------- | -------------------------------------- | -------------------------------------- | -------------------------------------- | -------------------------------------- |
| Positie                                | 24                                     | 13                                     | 10                                     | 6                                      | 4                                      | 4                                      | 9                                      | 13                                     | 25                                     | 36                                     | uit                                    |

### Nationale Hitparade
| Hitnotering: 21-07-1979 t/m 06-10-1979 | Hitnotering: 21-07-1979 t/m 06-10-1979 | Hitnotering: 21-07-1979 t/m 06-10-1979 | Hitnotering: 21-07-1979 t/m 06-10-1979 | Hitnotering: 21-07-1979 t/m 06-10-1979 | Hitnotering: 21-07-1979 t/m 06-10-1979 | Hitnotering: 21-07-1979 t/m 06-10-1979 | Hitnotering: 21-07-1979 t/m 06-10-1979 | Hitnotering: 21-07-1979 t/m 06-10-1979 | Hitnotering: 21-07-1979 t/m 06-10-1979 | Hitnotering: 21-07-1979 t/m 06-10-1979 | Hitnotering: 21-07-1979 t/m 06-10-1979 | Hitnotering: 21-07-1979 t/m 06-10-1979 | Hitnotering: 21-07-1979 t/m 06-10-1979 |
| Week                                   | 1                                      | 2                                      | 3                                      | 4                                      | 5                                      | 6                                      | 7                                      | 8                                      | 9                                      | 10                                     | 11                                     | 12                                     |                                        |
| -------------------------------------- | -------------------------------------- | -------------------------------------- | -------------------------------------- | -------------------------------------- | -------------------------------------- | -------------------------------------- | -------------------------------------- | -------------------------------------- | -------------------------------------- | -------------------------------------- | -------------------------------------- | -------------------------------------- | -------------------------------------- |
| Positie                                | 50                                     | 30                                     | 15                                     | 10                                     | 6                                      | 6                                      | 5                                      | 8                                      | 11                                     | 21                                     | 29                                     | 49                                     | uit                                    |

### NPO Radio 2 Top 2000
| Nummer met noteringen in de NPO Radio 2 Top 2000 | '99 | '00 | '01 | '02 | '03 | '04  | '05  | '06 | '07  | '08 | '09 | '10  | '11  | '12  | '13  | '14  | '15  | '16  | '17  | '18  | '19 | '20  | '21  | '22 | '23  |
| ------------------------------------------------ | --- | --- | --- | --- | --- | ---- | ---- | --- | ---- | --- | --- | ---- | ---- | ---- | ---- | ---- | ---- | ---- | ---- | ---- | --- | ---- | ---- | --- | ---- |
| This Is My Life                                  | 614 | 973 | 850 | 530 | 939 | 1023 | 1002 | 915 | 1117 | 947 | 959 | 1172 | 1192 | 1358 | 1393 | 1348 | 1551 | 1827 | 1602 | 1675 | -   | 1879 | 1969 | -   | 1980 |

1. ↑  Een '-' betekent dat het nummer niet was genoteerd en een vetgedrukt getal geeft de hoogste notering aan.
2. ↑  Deze tabel is bijgewerkt tot en met de laatste editie (2024).